# La Villeneuve-Bellenoye-et-la-Maize
La Villeneuve-Bellenoye-et-la-Maize è un comune francese di 129 abitanti situato nel dipartimento dell'Alta Saona nella regione della Borgogna-Franca Contea.

## Società

### Evoluzione demografica
Abitanti censiti